# Hegyi pajzsika
A hegyi pajzsika (Dryopteris expansa) a pajzsikafélék (Dryopteridaceae) családjába tartozó, Magyarországon védett növényfaj.

## Leírása
Levelei 10–60 cm, ritkán 90 cm hosszúak. Rizómája egyenes, vagy elhajló, gyakran oldalhajtásos.
Kromoszómaszáma 2n=82.

## Elterjedése
Az északi féltekén Dél-Európában Spanyolország és Görögország magas hegységeiben, Kelet-Ázsiában Japánban, Észak-Amerikában Kalifornia középső részén. Európában a fajt először Németországban írták le. Kedveli a hidegebb élőhelyeket, az örökzöld erdőket, szurdokvölgyeket, sziklás hegyoldalakat. Gyakran nő patakok partjain, lápokon, láperdőkben is. A Mátrában megtalálhatóak állományai.

## Felhasználása
A gyökere filicint tartalmaz, amelyet bélférgek és egyéb paraziták ellen gyógyszerként használnak.

## Alfajai
- Dryopteris expansa var. expansa
- Dryopteris expansa var. willeana